# 加藤聖文
加藤 聖文（かとう きよふみ、1966年12月18日 - ）は、日本の歴史学者。駒澤大学教授。専門は日本近現代史・東アジア国際関係史・記録資料学（アーカイブズ学）。近年は海外引揚研究を中心に活動している。

## 人物・経歴
愛知県知多市出身。1991年早稲田大学社会科学部社会科学科を卒業後、大和証券勤務を経て、2001年早稲田大学大学院文学研究科博士後期課程史学専攻単位取得満期退学。大学時代は、政治サークル鵬志会に在籍。国立史料館、人間文化研究機構国文学研究資料館准教授を経て、2024年駒澤大学文学部教授。
2021年『海外引揚の研究　忘却された「大日本帝国」』で角川源義賞受賞。

## 研究
- 「大日本帝国」崩壊の過程において、それまで統治を行っていた各地域で何がおき、彼らの日本への「まなざし」がどう変容していったのか。また、旧植民地をめぐる日本人を中心とした人的移動の実態について、米ソ中の動向・思惑を視野に入れつつ解明する研究などに取り組む。

- 上述の研究とも関連し、「旧植民地」関係の記録資料を国内外で調査収集し、あわせて植民地統治機関における『公文書管理システム』の実態を明らかにする研究を進めている。

- 近年、米国立公文書館において、旧満州に駐留した関東軍の持つ大量の情報を、戦後GHQへ報告するよう指示があった旨の新資料を発掘した。「旧日本軍は、特務機関などの機密文書を処分する一方で、ソ連の情報がほしかった米国側に対する『取引』材料として、これらの情報を利用しようともしていた」ことを示唆する資料の発見となり、旧日本軍と米軍が、『ソ連情報』を媒介に結びついてゆく過程、戦犯や公職追放から逃れ、復権の道を模索中であった旧陸軍関係者の動きが具体的にわかる貴重な資料の発見として報じられた[2][3]。

## 著書

### 単著
- 『満鉄全史－「国策会社」の全貌』講談社選書メチエ、2006年。講談社学術文庫、2019年
- 『「大日本帝国」崩壊－東アジアの1945年』中公新書、2009年
- 『満蒙開拓団　虚妄の「日満一体」』岩波現代全書、2017年。改題『満蒙開拓団　国策の虜囚』岩波現代文庫、2023年
- 『国民国家と戦争　挫折の日本近代史』角川選書、2017年
- 『海外引揚の研究　忘却された「大日本帝国」』岩波書店、2020年

### 共著・共編
- （小林英夫）『近代日本と満鉄』（吉川弘文館、2000年）
- （檜山幸夫）『近代日本の形成と日清戦争--戦争の社会史』（雄山閣出版、2000年）
- （檜山幸夫）『台湾総督府文書の史料学的研究--近代公文書論研究序説』（ゆまに書房、2003年）
- （由井正臣）『枢密院の研究』（吉川弘文館,2003年）

### 刊行史料
- 『海外引揚関係史料集成 国内編』全16巻（ゆまに書房,2001年）
- 『海外引揚関係史料集成 国外編・補遺編』全21巻（ゆまに書房,2002年）
- 『堤清二氏寄贈「堤康次郎」資料目録』（早稲田大学大学史資料センター,2002年）
- 『旧植民地図書館蔵書目録 台湾篇』全9巻（ゆまに書房,2004年 - 2005年）
- （小林英夫・南郷みどり）『満鉄経済調査会と南郷龍音--満洲国通貨金融政策史料』（社会評論社、2004年）
- （谷ヶ城秀吉）『台湾総督府臨時情報部「部報」』全14巻（ゆまに書房、2005年）

## 出演
- その時歴史が動いた 第308回 戦後引き揚げ 660万人故郷への道（NHK,2007年12月）
- 嗚呼 満蒙開拓団 （羽田澄子演出作品,2008年）

## 監修
- テレビ未来遺産“終戦69年”ドラマ特別企画 遠い約束〜星になったこどもたち〜(2014年8月25日、TBS）